# Harry Kip
Harry Kip (16 febbraio 1948) è un ex cestista olandese.

## Carriera
Con i Paesi Bassi ha disputato tre edizioni dei Campionati europei (1975, 1977, 1979).